# Annick Demouzon
Annick Demouzon, née à Lagny-sur-Marne, est une écrivaine française.

## Biographie
Elle suit des études de lettres, de psychologie et d'orthophonie. Avant de se consacrer entièrement à l'écriture, elle a exercé le métier d'orthophoniste. Ses nouvelles sont régulièrement publiées en revue ou anthologies. Elle a été traduite en serbe, mise en ondes à la RTBF et lauréate de très nombreux concours. 
Annick Demouzon vit dans le Sud-ouest en Tarn-et-Garonne.

## Ouvrages
- 1973 : Sur le chemin de l’oiseau-feuille - Poésies - Édition Saint Germain des Prés
- 2010 : Histoires d'eau - Édition Encino
- 2011 : Virage dangereux - Édition le Bas Vénitien - Prix de l'Agora 2016 et Finaliste des Prix Place aux nouvelles-Lauzerte et Harfang-Ville d'Angers
- 2011 : À l'ombre des grands bois - Éditions du Rocher -  Prix Prométhée de la nouvelle.
- 2019 : Enterrer les morts - Leoforio éditions - Prix Littér'Halles-Ville de Decize 2020 et Finaliste Prix Boccace 2020- finaliste en lice pour le prix La Boétie 2023.

(sources: lourdes-infos.com,).